# Pau Caldés Claret
Pau Caldés Claret (25 de desembre de 1916, Terrassa - 23 de desembre de 2015, Barri de Les Corts, Barcelona) fou un mossèn del barri mariner de La Barceloneta, i rector de l’església de Sant Miquel durant gairebé 50 anys. Morí a la Residència per a sacerdots grans de Sant Josep Oriol, a Les Corts, on s’havia instal·lat feia a penes tres mesos. Fou conegut pel seu activisme social com per exemple la seva constant participació en totes les manifestacions que va poder contra la degradació turística i la pèrdua de veïnat al barri, sent reconeguda la seva tasca social tant per creients com agnòstics i ateus.
Mossèn Pau treballà d'agricultor en una masia de Teià on cultivava patates, tomàquets, enciams, etcètera i ho exportava a altres països. Quan esclatà la Guerra Civil Espanyola, la CNT entrà per desallotjar la masia, i una bandera francesa evità que un desenllaç fatal. Caldés s'amagà a Sabadell a la casa d'un tiet seu, sabent que havien matat a diversos dels seus companys. Sobrevisqué a la persecució per ser capellà, i va aconseguir canviar-se d'identitat quan el volien enviar al front i així va poder evitar empunyar una arma. Llavors es va fer passar per estudiant de Medicina, dedicant-se a cuidar els ferits a l'hospital de Santa Elisa a Espiel (Còrdova). Després de la guerra acollí a llibertaris perseguits per les autoritats franquistes jugant-se penes de presó o condemnes pitjors. També durant una dura i llarga vaga de portuaris, va obrir les portes de l'església perquè es tanquessin les dones dels obrers en senyal de protesta.
Com a mossèn Pau Caldés destacà per una visió oberta de l'església. Arribant a crear un "consell parroquial" quan fou destinat al Vendrell i on compartí  amb els creients la tasca d'evangelització i trobar la manera d'implicar els fidels en l'organització de la parròquia. Els sermons de les misses no serien l'exposició del pensament del rector o del vicari, sinó que els redactà a partir el compendi de les aportacions de tots els membres de la Junta Parroquial. A la catequesi potencià el pensament compartit i la interpretació dels valors evangèlics, amb la voluntat de transformar els sagraments en més que "actes" i que esdevinguessin signes de fe igualitaris. Tots aquests canvis seguien el qual dictà el Concili Vaticà II. El poc sou que guanyava de mossèn el destinà a ajudar causes socials i també a ajudar presos, tot organitzant grups com l'Associació Catòlica Obrera o el grup d'esplai escolta "Bons Amics".